# Лінійно незалежні вектори
Лінійно незалежні вектори (лінійна незалежність множини векторів) — множина векторів, які не утворюють тривіальних лінійних комбінацій рівних нулю.

## Визначення
Якщо {\displaystyle V\!} векторний простір над полем {\displaystyle K\!} і множина векторів {\displaystyle M\subseteq V\!}.
- {\displaystyle M\!} називається лінійно незалежною, якщо будь-яка його скінченна підмножина є лінійно незалежною.
- Скінченна множина {\displaystyle \ M'=\{\mathbf {v} _{1},\mathbf {v} _{2},\ldots ,\mathbf {v} _{n}\}} називається лінійно незалежною, якщо лінійна комбінація векторів дорівнює нулю тільки в тривіальному випадку, тобто:

{\displaystyle \forall a_{1},\cdots ,a_{n}\in K:\quad a_{1}\mathbf {v} _{1}+a_{2}\mathbf {v} _{2}+\ldots +a_{n}\mathbf {v} _{n}=0\quad \iff \quad a_{1}=a_{2}=\cdots =a_{n}=0.}
- Якщо існує така лінійна комбінація векторів рівна нулю з хоча б одним {\displaystyle a_{i}\neq 0}, то {\displaystyle M'\!} називається лінійно залежною.

## Властивості
- Якщо {\displaystyle 0\in M}, то {\displaystyle M\!} є лінійно залежна.
- Якщо {\displaystyle M\!} лінійно незалежна, то {\displaystyle M'\!} лінійно незалежна для всіх {\displaystyle M'\subseteq M}.
- Якщо {\displaystyle M\!} лінійно залежна, то {\displaystyle M'\!} лінійно залежна для всіх {\displaystyle M'\supseteq M}.

## Застосування
- Система лінійних алгебраїчних рівнянь має однозначний розв'язок тоді і тільки тоді, коли стовпці її матриці є лінійно незалежними.

- Ранг матриці дорівнює кількості її лінійно незалежних рядків чи стовпців.

- Базис векторного простору також є множиною лінійно незалежних векторів.

- Геометричний зміст:
  - Вектори {\displaystyle {\vec {a}},\;{\vec {b}}} лінійно залежні тоді і тільки тоді, коли вони колінеарні.
  - Вектори {\displaystyle {\vec {a}},\;{\vec {b}},\;{\vec {c}}} лінійно залежні тоді і тільки тоді, коли вони компланарні.